# Județul Alba
Alba (în germană Kreis Weißenburg, în maghiară Fehér Megye) este un județ al României situat în Transilvania. A fost înființat în anul 1968 prin reorganizarea teritorială a regiunilor Cluj, Hunedoara, Brașov și Mureș-Autonomă Maghiară (din raioanele Alba Iulia, Sebeș, Câmpeni, Aiud și anumite părți a raioanelor Târnăveni și Mediaș). Cea mai mare parte a teritoriului județului de azi a făcut parte mai devreme din județele (interbelice) Alba și Sibiu, din comitatele (antebelice) Alba de Jos și Sibiu, respectiv din Scaunul Secuiesc al Arieșului și Scaunul Săsesc al Sebeșului. Din punct de vedere al culturii tradiționale, actualul județ este alcătuit din părți a mai multor zone etno-folclorice distincte: Țara Moților, Țara Mocanilor, Secuimea și Pământul crăiesc. Reședința județului este municipiul Alba Iulia cu 64.227 de locuitori. Județul are o suprafață de 6.242 km² și populație de 325.941 de locuitori. Se învecinează cu județele Cluj și Mureș la nord, Sibiu la est, Hunedoara la sud-vest, Vâlcea la sud și Arad și Bihor la nord-vest.

## Istorie
Descoperirile arheologice din județul Alba datează din perioada neolitică, cunoscută sub numele de „Cultura Petrești”. Denumirea regiunii provine din cuvântul latin albus, -a, -um însemnând alb.
În timpul stăpânirii romane a fost întemeiată, datorită zăcămintelor miniere din regiunea Apuseni, o serie de așezări ca de exemplu Apulum (astăzi Alba Iulia), Ampelum (Zlatna), Apulon (Piatra Craivii) și colonii Aurelia Apulensis, Nova Apulensis, Alburnus Maior (Roșia Montană) și Brucla (Aiud).
După retragerea romanilor de pe teritoriul Daciei nordice, urmează o perioadă controversată de unii istorici. În cadrul statului maghiar întemeiat în 1000 de regele Ștefan I, apare „Principatul Transilvaniei” cu capitala la Alba Iulia (Gyulafehérvár, „Cetatea Albă (a lui) Gyula”. Capitala Alba Iulia a jucat în Evul Mediu un rol important în dezvoltarea economică, culturală și politică a regiunii.
Denumirea județului este legată de prima atestare la 1097, când este menționat primul comite, care avea atribuții administrative și în afara cetății orașului Alba Iulia.
Pe teritoriul actual al județului s-au format de-a lungul timpului mai multe centre de cultură și învățământ. În secolul al XV-lea exista la Sebeș o mănăstire dominicană. Unul din studenții școlii aferente mănăstirii, Georgius de Septemcastris, a fost deportat în Turcia, unde a trăit între 1438-1458. A redactat lucrarea „Tractatus de moribus, condictionibus et nequicia Turcorum”, publicată la Roma în 1481 și difuzată ulterior în spațiul de limbă germană. La sfârșitul secolului al XVI-lea iezuiții au deschis un colegiu la Alba Iulia, nucleul învățământului superior din oraș. Principii protestanți Gabriel Bethlen și Mihai Apafi I au sprijinit de asemenea învățământul superior, deschizând un colegiu calvin la Alba Iulia, care ulterior și-a mutat sediul la Aiud (în prezent Colegiul Național Bethlen din Aiud).
Principele protestant Gheorghe Rákóczi I a inițiat traducerea și publicarea Noului Testament în limba română, demers sprijinit de mitropolitul Simion Ștefan și concretizat în Noul Testament de la Bălgrad (1648).
După stabilirea conducerii Bisericii Române Unite cu Roma la Blaj, acest oraș a devenit un centru spiritual al românilor transilvăneni. Episcopul Petru Pavel Aron a deschis în anul 1754 la Blaj prima școală elementară cu predare în limba română („școala de obște”). Tot el a pus bazele Liceului din Blaj, inițial cu predare în latină și germană.
În 1918, Alba Iulia a devenit locul Unirii Transilvaniei cu România, eveniment istoric fundamental.

## Geografie

### Încadrare
Județul, situat în partea central-vestică a României, cu o suprafață de 624.167 hectare (2,6% din suprafața României), are 325.941 de locuitori. Se învecinează cu județul Cluj la nord, cu județul Bihor și județul Arad la vest, cu județul Hunedoara la sud-vest, cu județul Vâlcea la sud, iar cu județul Sibiu și județul Mureș în est.
Capitala județului, Alba Iulia, este situată pe malul drept al Mureșului (la 220-250 metri altitudine), la confluența cu râurile Ampoi și Sebeș, si are o populație de 69.000 de locuitori.
Munții Apuseni se află în vest și nord-vest, fiind caracterizați printr-o structură geologică complexă cu resurse de minereuri neferoase (cupru, plumb, zinc) și metale prețioase (aur, argint). Solul fertil al regiunii a determinat apariția, încă din trecutul îndepărtat, a așezărilor omenești. Valea Mureșului, cu afluenții săi, Arieș, Sebeș, Cugir și regiunile învecinate au constituit zone agricole favorabile creșterii animalelor, exploatării forestiere, îndeosebi agriculturii (cereale, legume și fructe) și viticulturii.
Poziționarea văii Mureșului cu afluenții săi a înlesnit construirea de drumuri rutiere și feroviare favorizând un trafic intens. Dacă în nord-vest și vest sunt Munții Apuseni, Munții Sebeșului se află în sudul județului, iar 25% din suprafața județului este ocupată de podișul Târnavelor cu podgorii renumite, precum și resurse de gaze naturale.

### Relief
Predomină regiunile înalte de podiș, deal și munte, în est cu Munții Metaliferi (M. Trascăului cu "Muntele Mare"), în sud, Munții Șureanu, în nord-vest Munții Bihorului, Munții Parâng. Județul Alba este acoperit la est de Podișul Târnavelor și Podișul Secașelor, iar la vest de Munții Apuseni. Munții Șureanu, străbătuți de Valea Sebeșului limitează sudul județului, precum și o mică parte din Munții Cindrelului. Nordul si nord-vestul sunt străjuite de Muntele Mare și Munții Bihor.
În vest Valea Sebeșului, și o parte mică din Munții Cindrel.
Zona de podiș și deal este alcătuită din: Podișul Secașelor, Podișul Târnavelor, depresiunile montane Zlatna, Abrud, Câmpeni, și depresiunile joase de câmpie Alba Iulia, Turda, Orăștie. Culoarul Mureșului separă Munții Apuseni de Podișul Târnavelor (400–500 m altitudine).
Rețeaua hidrografică alcătuită din:  cursul mijlociu al Mureșului care colectează pe malul drept:  Arieșul, Aiud, Geoagiu, Valea Teiului, Galda, Cricăul, Ampoiul, Vintul etc. iar pe malul stâng: Târnava (Mare si Mică), Secașul, Sebeșul, Pianul, Cugirul etc. În zona Munților Apuseni mai important este râul Arieș cu afluenții Arieșul Mare și Mic.

## Infrastructura

### Căi rutiere
Prin județul Alba trec două importante drumuri naționale europene, respectiv E81 (DN 1), care face legătura între sudul României și nord vestul țării, și E68 (DN7), ce asigură tranzitul dintre sudul și vestul Transilvaniei. În viitorul apropiat se prevede construirea unei autostrăzi (parte din coridorul IV european), care să lege România cu Ungaria.
Tot prin județul Alba trec și două autostrăzi: A1, care intră în județ în zona localității Cunța și iese din județ în zona localității Șibot, și A10, care se intersectează cu A1 în zona municipiului Sebeș.

### Căi feroviare
Acest județ este traversat la sud de magistrala 200, care face legătura între municipiul Brașov și județul Arad. Pe sectorul cuprins între Coșlariu și Șibot această magistrală este parte din coridorul IV european. Județul Alba este traversat de Magistrala CFR 300 (București - Brașov - Blaj - Războieni - Cluj - Oradea), dar și de calea ferată Războieni - Târgu Mureș - Deda și Alba Iulia - Zlatna.

## Populația

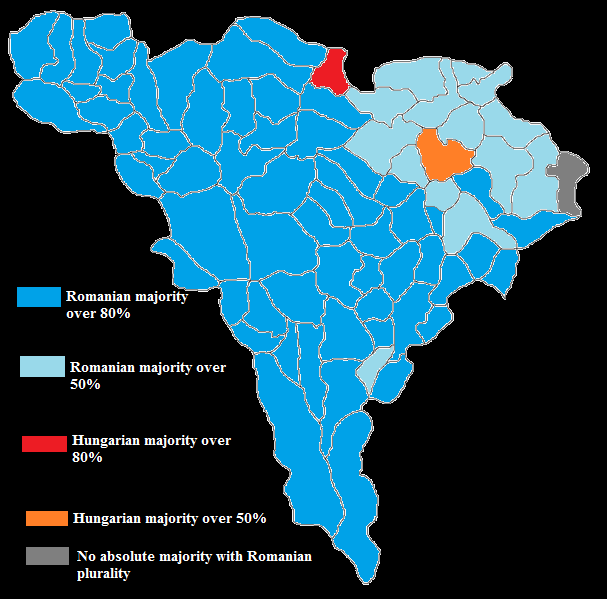
Harta etnică a Județului Alba, bazată pe recensământul din 2011.

Conform Recensământului din 2021, populația județului era de 325.941 locuitori. Dintre locuitorii care și-au declarat apartenența etnica, 91,36% (268.753) sunt români, 3,91% (11.494) maghiari, 4,43% (13.041) romi, 0,18% (544) germani, 0,12% (329) alte etnii.Județul Alba - evoluția demografică

|  | Graficele sunt indisponibile din cauza unor probleme tehnice. Mai multe informații se găsesc la Phabricator și la wiki-ul MediaWiki. |

Date: Recensăminte sau birourile de statistică - grafică realizată de Wikipedia
Orașe principale sunt: Alba Iulia, Aiud, Sebeș și Blaj, urmate de orașe mai mici ca: Abrud, Baia de Arieș, Câmpeni, Cugir, Ocna Mureș, Teiuș și Zlatna, ponderea mai mare a populației fiind în regiunea urbană.

### Populația după religie
La recensământul din martie 2002 a fost înregistrată următoarea structură confesională la populației județului Alba: 86,2% ortodocși, 3,9% reformați, 3,6% greco-catolici, 1,9% penticostali. Pentru 4,4% din locuitori nu a putut fi stabilită apartenența confesională.
În municipiul Alba Iulia își are sediul Arhidieceza de Alba Iulia, cea mai veche episcopie catolică de pe teritoriul României. La Blaj își are sediul mitropolitul greco-catolic, care este întâistătătorul Bisericii Române Unite cu Roma (Greco-Catolică).
La Alba Iulia există de asemenea Arhiepiscopia Ortodoxă de Alba Iulia.
În trecut zona municipiului Sebeș era dominată de evanghelici-luterani, de limbă germană, iar zona municipiului Aiud de reformați-calvini, de limbă maghiară.

### Învățământul
Lista școlilor românești din județul Alba apare în cartea „Învățământul primar în județul Alba”, scrisă în 1932, de revizorul Marian Sasu. Administrația românească a funcționat în județ de la data de 1 ianuarie 1919, școlile primare fiind preluate trei luni mai târziu. Înainte de acest moment, administrația austro-ungară a încercat să reducă pe cât posibil educația în limba română. Primul liceu românesc din Transilvania, după unirea de la 1 decembrie 1918, a fost înființat la Alba Iulia, având inițial numele „Mihai Viteazul”, fiind redenumit în 1960 în „Liceul Horea, Cloșca și Crișan”.

## Turism
Județul este bogat în atracții turistice naturale, având în granițe o parte din Parcul Natural Apuseni, cât și arhitecturale, precum Cetatea Alba Carolina din Alba Iulia. Printre atracțile etno-culturale se numără portul popular al Buciumanilor, dansul popular "Țarina de la Abrud" sau Târgul de fete de la Găina.
Județul Alba este al patrulea de pe traseul turistic Via Transilvanica, care începe în Județul Mehedinți, străbate Munții Carpați și Podișul Transilvaniei, și se încheie la Mânăstirea Putna din Județul Suceava.

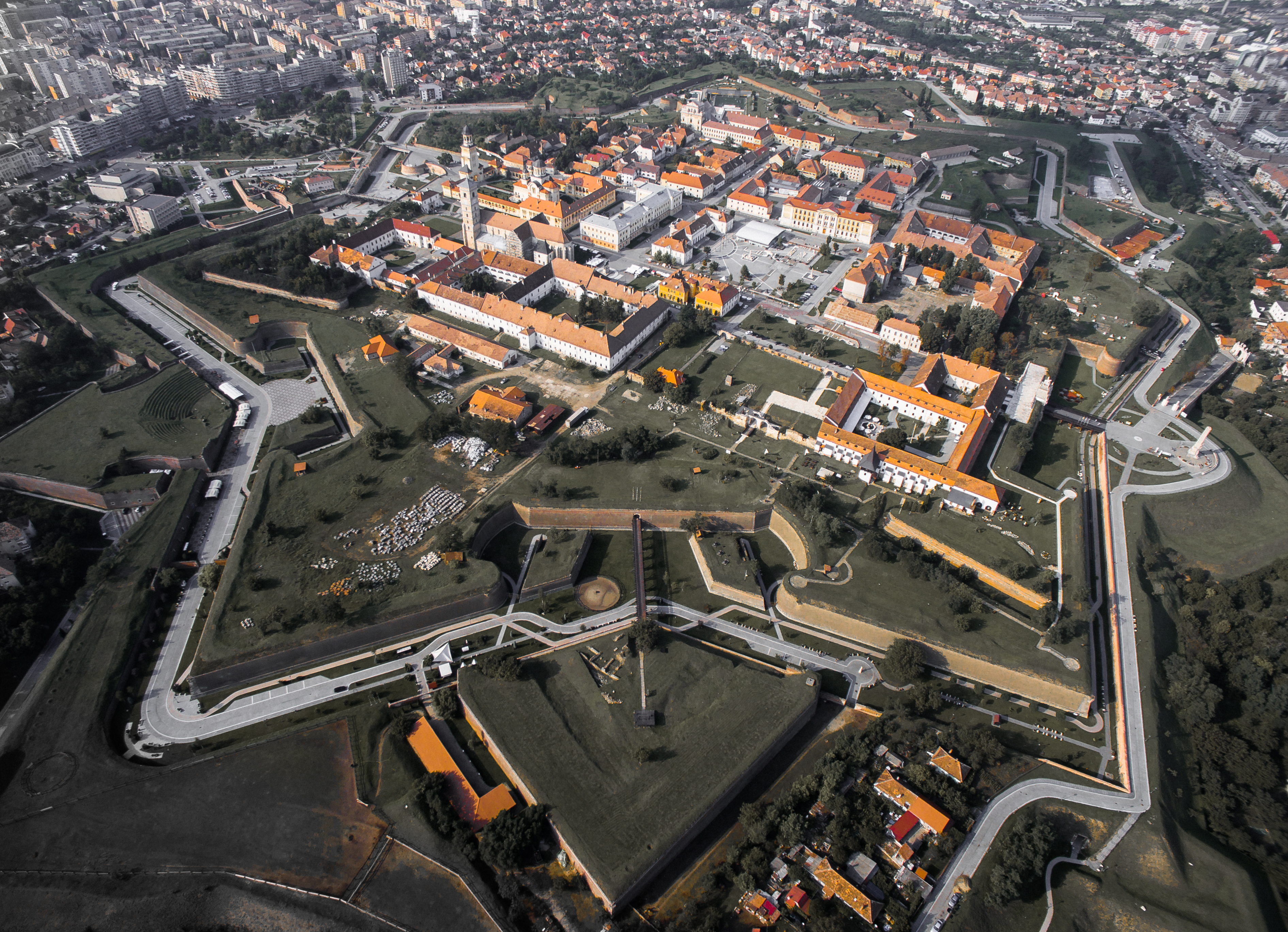
Cetatea Alba Carolina

### Monumente
- Catedrala catolică și biserica ortodoxă din Alba Iulia
- Sala Unirii și cetatea din Alba Iulia
- Clădirile medievale din Abrud
- Muzeul Minelor din Roșia Montană
- Cetatea din Sebeș și cetatea din Aiud.
- Mocănița, trenul cu aburi care circulă pe cale ferată îngustă, cu haltele Abrud, Roșia Montană (Gura Roșiei), Câmpeni, Bistra, Lupșa, Baia de Arieș, Brăzești, Sălciua, Ocoliș, Vidolm (declarat monument istoric).

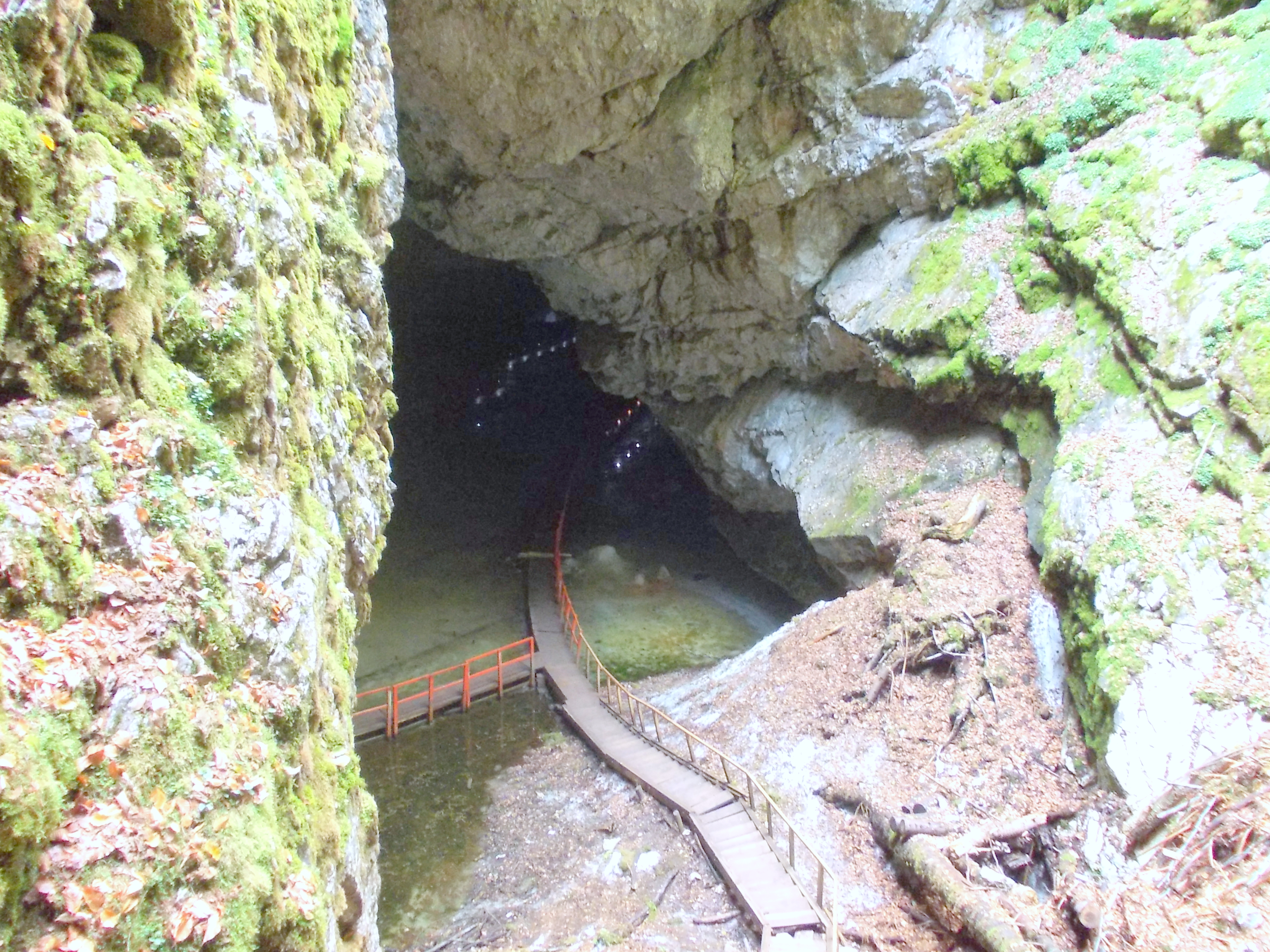
Peștera Scărișoara

### Situri naturale
- Complexul carstic Scărișoara - Munții Bihorului
- Peștera Huda lui Papară, o peșteră în Apuseni (Munții Trascăului)
- Cheile din Valea Râmeț, Cheile Albacului, Cheile Ampoiței, Cheile Găldiței și Turcului, Cheile Gălzii, Cheile Gârdișoarei, Cheile Glodului, Cheile Ordâncușei, Cheile Întregalde, Cheile Pociovaliștei, Cheile Poșăgii, Cheile Râmețului, Cheile Runcului, Cheile Văii Cetii, Cheile Văii Morilor.
- Defileul Arieșului.
- „Detunatele” (1200 m) (cu două vârfuri mai importante din bazalt "Detunata Goală" și "Detunata Flocoasă") la 20 km de Abrud și la o oră de Bucium (DN 76/74 Oradea-Ștei-Câmpeni-Abrud-Bucium) sau DN 75/74 (Cluj-Turda-Câmpeni-Abrud-Bucium).

## Politica
Județul Alba este administrat de un consiliu județean format din 32 consilieri. În urma alegerilor locale din 2024, consiliul este prezidat de Ion Dumitrel[*] de la PNL, iar componența politică a Consiliului este următoarea:
|  | Partid                          | Consilieri | Componența Consiliului | Componența Consiliului | Componența Consiliului | Componența Consiliului | Componența Consiliului | Componența Consiliului | Componența Consiliului | Componența Consiliului | Componența Consiliului | Componența Consiliului | Componența Consiliului | Componența Consiliului | Componența Consiliului | Componența Consiliului | Componența Consiliului | Componența Consiliului | Componența Consiliului |
|  | ------------------------------- | ---------- | ---------------------- | ---------------------- | ---------------------- | ---------------------- | ---------------------- | ---------------------- | ---------------------- | ---------------------- | ---------------------- | ---------------------- | ---------------------- | ---------------------- | ---------------------- | ---------------------- | ---------------------- | ---------------------- | ---------------------- |
|  | Partidul Național Liberal       | 17         |                        |                        |                        |                        |                        |                        |                        |                        |                        |                        |                        |                        |                        |                        |                        |                        |                        |
|  | Partidul Social Democrat        | 10         |                        |                        |                        |                        |                        |                        |                        |                        |                        |                        |                        |                        |                        |                        |                        |                        |                        |
|  | Alianța pentru Unirea Românilor | 5          |                        |                        |                        |                        |                        |                        |                        |                        |                        |                        |                        |                        |                        |                        |                        |                        |                        |

## Diviziuni administrative
Județul este format din 78 unități administrativ-teritoriale: 4 municipii, 7 orașe și 67 de comune.
Lista de mai jos conține unitățile administrativ-teritoriale din județul Alba.
| Stemă              | Nume               | Tip de localitate            | Populație          | Imagine            |
| Municipii și orașe | Municipii și orașe | Municipii și orașe           | Municipii și orașe | Municipii și orașe |
| ------------------ | ------------------ | ---------------------------- | ------------------ | ------------------ |
|                    | Aiud               | municipiu                    | 21,307             |                    |
|                    | Alba Iulia         | municipiu reședință de județ | 64,227             |                    |
|                    | Blaj               | municipiu                    | 17,816             |                    |
|                    | Sebeș              | municipiu                    | 26,49              |                    |
|                    | Abrud              | oraș                         | 4,36               |                    |
|                    | Baia de Arieș      | oraș                         | 3,035              |                    |
|                    | Cugir              | oraș                         | 19,473             |                    |
|                    | Câmpeni            | oraș                         | 6,569              |                    |
|                    | Ocna Mureș         | oraș                         | 12,48              |                    |
|                    | Teiuș              | oraș                         | 6,308              |                    |
|                    | Zlatna             | oraș                         | 6,652              |                    |
| Comune             |                    |                              |                    |                    |
|                    | Albac              | comună                       | 1,846              |                    |
|                    | Almașu Mare        | comună                       | 1.289              |                    |
|                    | Arieșeni           | comună                       | 1.765              |                    |
|                    | Avram Iancu        | comună                       | 1.636              |                    |
|                    | Berghin            | comună                       | 1.893              |                    |
|                    | Bistra             | comună                       | 4.540              |                    |
|                    | Blandiana          | comună                       | 923                |                    |
|                    | Bucerdea Grânoasă  | comună                       | 2.235              |                    |
|                    | Bucium             | comună                       | 1.454              |                    |
|                    | Cenade             | comună                       | 943                |                    |
|                    | Cergău             | comună                       | 1.490              |                    |
|                    | Ceru-Băcăinți      | comună                       | 269                |                    |
|                    | Cetatea de Baltă   | comună                       | 2.930              |                    |
|                    | Ciugud             | comună                       | 3.048              |                    |
|                    | Ciuruleasa         | comună                       | 1.197              |                    |
|                    | Cricău             | comună                       | 1.912              |                    |
|                    | Crăciunelu de Jos  | comună                       | 1.954              |                    |
|                    | Cut                | comună                       | 1.075              |                    |
|                    | Câlnic             | comună                       | 1.681              |                    |
|                    | Daia Română        | comună                       | 2.773              |                    |
|                    | Doștat             | comună                       | 956                |                    |
|                    | Fărău              | comună                       | 1.569              |                    |
|                    | Galda de Jos       | comună                       | 4.516              |                    |
|                    | Gârbova            | comună                       | 2.050              |                    |
|                    | Gârda de Sus       | comună                       | 1.714              |                    |
|                    | Hopârta            | comună                       | 1.152              |                    |
|                    | Horea              | comună                       | 2.143              |                    |
|                    | Ighiu              | comună                       | 6.283              |                    |
|                    | Jidvei             | comună                       | 5.020              |                    |
|                    | Livezile           | comună                       | 1.192              |                    |
|                    | Lopadea Nouă       | comună                       | 2.759              |                    |
|                    | Lunca Mureșului    | comună                       | 2.404              |                    |
|                    | Lupșa              | comună                       | 3.052              |                    |
|                    | Meteș              | comună                       | 2.860              |                    |
|                    | Mihalț             | comună                       | 3.051              |                    |
|                    | Mirăslău           | comună                       | 1.985              |                    |
|                    | Mogoș              | comună                       | 731                |                    |
|                    | Noșlac             | comună                       | 1.661              |                    |
|                    | Ocoliș             | comună                       | 616                |                    |
|                    | Ohaba              | comună                       | 757                |                    |
|                    | Pianu              | comună                       | 3.082              |                    |
|                    | Poiana Vadului     | comună                       | 1.139              |                    |
|                    | Ponor              | comună                       | 540                |                    |
|                    | Poșaga             | comună                       | 1.048              |                    |
|                    | Rimetea            | comună                       | 1.126              |                    |
|                    | Roșia Montană      | comună                       | 2.656              |                    |
|                    | Roșia de Secaș     | comună                       | 1.542              |                    |
|                    | Râmeț              | comună                       | 574                |                    |
|                    | Rădești            | comună                       | 1.200              |                    |
|                    | Scărișoara         | comună                       | 1.661              |                    |
|                    | Sohodol            | comună                       | 1.729              |                    |
|                    | Stremț             | comună                       | 2.418              |                    |
|                    | Sâncel             | comună                       | 2.411              |                    |
|                    | Sântimbru          | comună                       | 2.723              |                    |
|                    | Sălciua            | comună                       | 1.428              |                    |
|                    | Săliștea           | comună                       | 2.197              |                    |
|                    | Săsciori           | comună                       | 5.757              |                    |
|                    | Unirea             | comună                       | 4.796              |                    |
|                    | Vadu Moților       | comună                       | 1.348              |                    |
|                    | Valea Lungă        | comună                       | 2.907              |                    |
|                    | Vidra              | comună                       | 1.691              |                    |
|                    | Vințu de Jos       | comună                       | 4.801              |                    |
|                    | Întregalde         | comună                       | 577                |                    |
|                    | Șibot              | comună                       | 2.236              |                    |
|                    | Șona               | comună                       | 4.067              |                    |
|                    | Șpring             | comună                       | 2.420              |                    |
|                    | Șugag              | comună                       | 2.726              |                    |